# Листець (Силістринська область)
Листе́ць (болг. Листец) — село в Силістринській області Болгарії. Входить до складу общини Главиниця.

## Населення
За даними перепису населення 2011 року у селі проживали 523 особи.
Національний склад населення села:
| Національність   | Кількість осіб | Відсоток |
| ---------------- | -------------- | -------- |
| турки            | 518            | 99,2%    |
| болгари          | 3              | 0,6%     |
| Всього відповіли | 522            |          |

Розподіл населення за віком у 2011 році:
Динаміка населення: